# Nạn khan hiếm nhu yếu phẩm tại Venezuela
Nạn khan hiếm nhu yếu phẩm tại Venezuela (tiếng Tây Ban Nha: Escasez en Venezuela; tiếng Anh: Shortages in Venezuela, 2016) được cho là hậu quả trực tiếp của sự sụt giảm giá dầu hỏa trong năm 2015 và gián tiếp là các quyết sách kinh tế tập trung của tổng thống Hugo Chávez cũng như người kế nhiệm Nicolás Maduro. Các lực lượng chính trị đối lập đã chỉ trích gay gắt thói quen lệ thuộc ngành xuất khẩu dầu hỏa của đảng cầm quyền. Sự thiếu hụt trầm trọng mọi dụng phẩm thiết yếu cũng gây nên tình trạng bạo loạn chưa từng có trên toàn lãnh thổ Venezuela, buộc nhà chức trách phải điều động quân lực nhằm bảo vệ các chuyến xe chở thực phẩm khỏi nguy cơ cướp phá, đồng thời phải bỏ ngỏ giới tuyến với đối thủ Colombia để đáp ứng một phần nhu cầu thu mua hàng hóa của dân chúng.

## Danh sách các mặt hàng bị tác động

### Thực phẩm
B
- Barley[4]
- Beef[5]
- Beer[4]
- Bread[6]
- Butter[7]

C
- Cheese[8]
- Gà[9]
- Coca Cola[10]
- Chocolate[11]
- Cà phê[12]
- Condensed milk[8]
- Dầu bắp[12]

E
- Trứng[13]

F
- Cá[14]
- Flour[12]
- French fries[15]
- Nước ép hoa quả[16]

H
- Hops[4]

I
- Kem[17]

J
- Đườngs[8]
- Juice[18]

L
- Lentils[8]

M
- Margarine[12]
- Marie biscuits[19]
- Mayonnaise[8]
- Sữa[12]
- Mù tạt[8]

O
- Oatmeal[18]
- Olives[9]

P
- Pan de jamón[20]
- Pasta[8]
- Peas[8]
- Pork[9]
- Powdered milk[12]

R
- Raisins[9]
- Gạo[21]

S
- Cá Sardines[8]
- Skim milk[19]
- Sodas[22]
- Đường[12]
- Dầu hướng dương[12]

V
- Vegetables[16]

W
- Nước[23]
- Wine[24]

### Dịch tễ phẩm
A
- Antibiotics[25]
- Antihistamines[26]
- Anti-inflammatory[26]
- Antiparasitic[25]

B
- Birth Control Pills[27]
- Breast Implants[28]

C
- Catheters[26]
- Chemotherapy drugs[29][30]
- Condoms[27]

D
- Deodorant[6]
- Diapers[31]
- Diuretics[32]

E
- Euthyrox[33]

G
- Gauze[26]
- Glucophage[33]

H
- Hypodermic needles[26]
- Hydrogel[26]

I
- Ibuprofen[34]

L
- Levothyroxine[35]

M
- Makeup[36]
- Medical gloves[33]
- Medications[37]
- Mouthwash[38]

P
- Paracetamol[39]
- Pentasa[33]

R
- Razors[40]

S
- Sanitary napkins[22]
- Scalpels[26]
- Sedatives[26]
- Shampoo[38]
- Shoes[41]
- Soap[40]
- Syringes[26]

T
- Toilet paper[40]
- Toothbrushes[32]
- Toothpaste[6]

U
- Urocit-K[33]

### Gia dụng phẩm
A
- Appliances[31]
- Animal feed[38]

B
- Batteries[41]
- Bleach[42]

C
- Cement[43]
- Clothes iron[11]
- Corrugated steel[43]

D
- Detergents[42]

F
- Fabric softeners[42]

I
- Insecticide[22]

N
- Napkins[22]

T
- Tyres[44]

V
- Vehicle spare parts[45]

### Dụng phẩm khác
B
- Brass[46]
- Butane[47]

C
- Coffins[46]

N
- Newsprint[48]

S
- Sacramental bread[11]
- Satin[46]

V
- Varnish[46]